# Nicolò Zaniolo
Nicolò Zaniolo (Massa, 2 luglio 1999) è un calciatore italiano, centrocampista o attaccante del Galatasaray.

## Biografia
È figlio di Igor Zaniolo, ex calciatore professionista, e di Francesca Costa, originaria di La Spezia. Ha un figlio, Tommaso, avuto dalla relazione con Sara Scaperrotta.

## Caratteristiche tecniche
Di piede mancino, è dotato di potenza fisica, tecnica, capacità negli inserimenti e tiro dalla distanza. Ritenuto uno dei calciatori italiani più promettenti della sua generazione, si destreggia bene da trequartista, ala destra o seconda punta. Il suo carattere focoso e gli infortuni ne hanno compromesso il rendimento in campo.

## Carriera

### Club

#### Gli inizi
Inizia a giocare nel 2004 con la Maria Rosa di Salerno, una scuola calcio vicina alla Salernitana, per poi continuare il proprio percorso di crescita, seguendo la carriera del padre, nelle squadre della sua città: dopo qualche anno tra Spezia e Canaletto, nel 2008 compie un importante passo trasferendosi nelle giovanili del Genoa.
Nel 2010 passa alla Fiorentina, dove compie tutta la trafila delle giovanili arrivando fino agli Allievi.
Nel 2016 non viene giudicato pronto per la squadra Primavera e così, da svincolato, si trasferisce alla Virtus Entella. Inizialmente inserito nella formazione giovanile, viene aggregato in pianta stabile alla prima squadra nel gennaio 2017, esordendovi a 17 anni, l'11 marzo 2017, in occasione della partita di Serie B pareggiata 0-0 contro il Benevento, subentrando al 93' a Francesco Caputo. Al termine della stagione totalizza 7 presenze in campionato.
Il 5 luglio 2017 viene acquistato dall'Inter per 2 milioni di euro. Con i nerazzurri si mette in mostra in UEFA Youth League e nel Campionato Primavera 1, dando un apporto significativo alla conquista del titolo Primavera con 13 reti in campionato e una in semifinale. In questa stagione viene anche convocato in prima squadra da Luciano Spalletti, in occasione della partita Atalanta-Inter (0-0) della 32ª giornata, nella quale viene inserito in panchina.

#### Roma
Il 26 giugno 2018 viene ceduto per 4,5 milioni di euro (più il 15% di una futura cessione) alla Roma, insieme a Davide Santon, nell'ambito dell'operazione che porta Radja Nainggolan in nerazzurro. Esordisce con i giallorossi il 19 settembre seguente, a 19 anni, venendo schierato come titolare nella partita della fase a gironi di UEFA Champions League persa per 3-0 contro il Real Madrid allo stadio Santiago Bernabéu. Una settimana più tardi debutta in Serie A, subentrando al 67' a Javier Pastore nell'incontro casalingo vinto per 4-0 contro il Frosinone. Nelle settimane successive riesce a trovare spazio con l'allenatore Di Francesco e il 26 dicembre segna il suo primo gol in Serie A, nella partita vinta per 3-1 all'Olimpico contro il Sassuolo e valida per la 18ª giornata di campionato. Debutta in Coppa Italia il 14 gennaio 2019, disputando gli ultimi minuti della gara degli ottavi di finale contro la Virtus Entella, sua ex squadra, militante in Serie C. Il 12 febbraio seguente, in occasione della partita di andata degli ottavi di finale di UEFA Champions League vinta (2-1) contro il Porto, realizza le sue prime due reti nelle coppe europee, diventando il più giovane calciatore italiano ad avere realizzato una doppietta nella massima competizione continentale. Sotto la guida di Claudio Ranieri, subentrato a Di Francesco, viene schierato in prevalenza come ala destra. Termina la stagione con 36 presenze stagionali e 6 gol, di cui 4 realizzati in campionato, venendo insignito del Premio Lega Serie A come miglior giovane della stagione.
Nella stagione successiva, sotto la guida del nuovo allenatore Paulo Fonseca, Zaniolo viene impiegato come esterno di destra o trequartista nel tridente a sostegno dell'attaccante centrale nel modulo 4-2-3-1 utilizzato all'inizio dal tecnico portoghese. Il 19 settembre 2019 Zaniolo debutta in UEFA Europa League, realizzando un gol nella vittoria interna per 4-0 contro il İstanbul Başakşehir. Nelle settimane seguenti è protagonista dei buoni risultati della squadra; realizza 4 gol in campionato entro la fine dell'anno. Il 12 gennaio 2020, durante l'ultima partita del girone di andata, giocata all'Olimpico contro la Juventus (1-2), riporta la rottura del legamento crociato anteriore del ginocchio destro, con associata lesione al menisco. Ritorna in campo 6 mesi dopo l'infortunio, il 5 luglio, in occasione della sconfitta subita al San Paolo contro il Napoli, subentrando a Justin Kluivert nel corso del secondo tempo. Torna al gol sei giorni dopo, realizzando una rete nella partita vinta per 3-0 in casa del Brescia alla 32ª giornata. Chiude la seconda stagione alla Roma con 33 presenze totali e 8 reti.
In seguito ad un infortunio al legamento del ginocchio sinistro riportato nel settembre 2020 con la Nazionale, è costretto a saltare tutta la stagione 2020-2021 a causa del lungo recupero.
Ritorna in campo il 19 agosto 2021, nella partita di andata dei play-off di UEFA Europa Conference League vinta in trasferta contro il Trabzonspor (1-2), e, dopo oltre un anno, torna al gol nella gara di ritorno all'Olimpico (3-0). Ritrova il gol in Serie A il 18 dicembre, nella vittoria fuori casa contro l'Atalanta (1-4). Il 14 aprile 2022 mette a segno la sua prima tripletta in carriera, a danno del Bodø/Glimt (4-0), nella partita di ritorno dei quarti di finale di Conference League. Il 25 maggio realizza il gol decisivo nella finale di Conference League vinta per 1-0 contro il Feyenoord all'Arena Kombëtare di Tirana, trentun anni dopo l'ultima finale europea dei capitolini e quattordici anni dopo l'ultimo trofeo.
Nel mese di gennaio 2023, dopo un inizio di stagione sottotono, viene messo ai margini della rosa a seguito di alcune frizioni con la piazza e la società.

#### Galatasaray
L'8 febbraio 2023 viene ceduto a titolo definitivo al Galatasaray, in Turchia, in cambio di 16,5 milioni di euro (di cui il 15% spettante all'Inter). L'11 marzo seguente esordisce in Süper Lig contro il Kasımpaşa, subentrando nel secondo tempo e realizzando la rete della vittoria (1-0). A fine stagione vince il campionato con il Galatasaray, realizzando 5 gol in 10 presenze.

#### Prestiti ad Aston Villa, Atalanta e Fiorentina
Il 18 agosto 2023 passa in prestito con diritto di riscatto all'Aston Villa, club inglese militante in Premier League. Esordisce con la squadra di Birmingham il 27 agosto, entrando al posto di Moussa Diaby al 73º minuto della gara di campionato in trasferta contro il Burnley, vinta per 3-1. Realizza il suo primo gol con il Villa il 14 dicembre dello stesso anno, nella gara di Europa Conference League pareggiata (1-1) contro il Zrinjski Mostar. Otto giorni dopo, realizza la sua prima rete nel campionato inglese, consentendo al Villa di pareggiare al 97º minuto contro lo Sheffield Utd. Nel maggio del 2024, la sua stagione viene chiusa anzitempo da una microfrattura al piede, subita durante l'incontro di campionato con il Liverpool.
Il 5 luglio 2024 viene ingaggiato dall'Atalanta, in Serie A, in prestito oneroso per 6,4 milioni di euro, con diritto di riscatto (commutabile in obbligo al raggiungimento di determinati obiettivi) fissato a 15,5 milioni di euro, più 2 di bonus. L'esordio con gli orobici avviene il 25 agosto seguente nel secondo tempo della partita in casa del Torino, alla seconda di campionato, subentrando a Mateo Retegui. Il 6 novembre segna la prima rete con i nerazzurri fissando il definitivo 2-0 in casa dello Stoccarda nella sfida di UEFA Champions League. Il 2 dicembre segna il suo primo gol in Serie A con i nerazzurri contro la sua ex squadra, la Roma, fissando il 2-0 finale allo stadio Olimpico. A causa della concorrenza nel suo ruolo e avere avuto delle frizioni con l'allenatore della Dea Gian Piero Gasperini il prestito viene rescisso nel mercato invernale. Chiude la sua esperienza bergamasca durante la sessione invernale di calciomercato, con 14 presenze e 2 reti.
Il 3 febbraio 2025 viene prelevato dalla Fiorentina in prestito con diritto di riscatto, tornando così a vestire la maglia dei gigliati dopo aver militato per 6 anni nelle formazioni giovanili. Il 10 febbraio esordisce in maglia viola nel secondo tempo della partita persa per 1-2 in casa dell'Inter, rilevando Lucas Beltrán.

### Nazionale

#### Nazionali giovanili
Esordisce con la maglia delle giovanili azzurre l'11 novembre 2016, nelle file dell'Under-18.
Con l'Under-19 nel 2018 disputa l'Europeo di categoria, terminato al secondo posto.
Il 5 ottobre 2018 riceve la prima chiamata nella nazionale Under-21, con cui esordisce l'11 ottobre 2018 nell'incontro amichevole perso in casa contro il Belgio. Convocato per l'Europeo Under-21 2019 in Italia, scende in campo nelle prime due partite del girone. Prima della terza gara, Zaniolo, già squalificato per somma di ammonizioni, e il compagno Kean vengono puniti dal CT Luigi Di Biagio per motivi disciplinari.

#### Nazionale maggiore
Nel settembre 2018, ancora prima di esordire in Serie A, viene convocato dal CT Roberto Mancini per le prime due partite della UEFA Nations League: è il quarto calciatore a venire convocato senza aver mai giocato nella massima serie, dopo Costantino, Maccarone e Verratti.
Esordisce in nazionale il 23 marzo 2019, all'età di 19 anni e 8 mesi, subentrando a Verratti all'85º della partita delle qualificazioni europee, vinta per 2-0 contro la Finlandia allo stadio Friuli di Udine. Il 15 ottobre successivo viene impiegato per la prima volta come titolare nella partita vinta per 5-0 in trasferta contro il Liechtenstein. Il 18 novembre 2019, alla sua quinta presenza, realizza i suoi primi gol in nazionale, siglando una doppietta nella gara vinta per 9-1 contro l'Armenia a Palermo. All'età di 20 anni e 139 giorni diventa anche il più giovane marcatore della Roma in azzurro.
Il 7 settembre 2020, durante il primo tempo della partita di UEFA Nations League disputata alla Johan Cruijff Arena di Amsterdam contro i Paesi Bassi, riporta la rottura del legamento crociato del ginocchio sinistro. Torna a giocare in nazionale il 5 settembre 2021, a un anno dall'infortunio, entrando nel secondo tempo della gara delle qualificazioni mondiali pareggiata (0-0) contro la Svizzera a Basilea.
Nel giugno 2023 viene inserito nella lista dei 23 convocati per la fase finale della UEFA Nations League 2022-2023, nella quale l'Italia ottiene il terzo posto.

## Controversie
Il 26 maggio 2025, al termine della semifinale Primavera Fiorentina-Roma disputata al Viola Park, Zaniolo ha fatto irruzione illegalmente nell’area degli spogliatoi dei capitolini, accompagnato da un conoscente, in stato alterato e privo di accredito; nel mentre ha urinato nelle strutture riservate ai giallorossi e, senza che ci fosse stato alcuno scambio verbale, ha aggredito fisicamente i giocatori della primavera romanista Mattia Almaviva (colpendolo) e Marco Litti (spingendolo verso una panchina).
Il 14 luglio 2025 viene comminata nei suoi confronti un'ammenda di 15.000 Euro.

## Statistiche

### Presenze e reti nei club
Statistiche aggiornate al 8 maggio 2025.
| Stagione           | Squadra            | Campionato         | Campionato | Campionato | Coppe nazionali | Coppe nazionali | Coppe nazionali | Coppe continentali | Coppe continentali | Coppe continentali | Altre coppe | Altre coppe | Altre coppe | Totale | Totale | Totale |
| Stagione           | Squadra            | Comp               | Pres       | Reti       | Comp            | Pres            | Reti            | Comp               | Pres               | Reti               | Comp        | Pres        | Reti        | Pres   | Reti   |        |
| ------------------ | ------------------ | ------------------ | ---------- | ---------- | --------------- | --------------- | --------------- | ------------------ | ------------------ | ------------------ | ----------- | ----------- | ----------- | ------ | ------ | ------ |
| 2016-2017          | Virtus Entella     | B                  | 7          | 0          | CI              | 0               | 0               | -                  | -                  | -                  | -           | -           | -           | 7      | 0      |        |
| 2017-2018          | Inter              | A                  | 0          | 0          | CI              | 0               | 0               | -                  | -                  | -                  | -           | -           | -           | 0      | 0      |        |
| 2018-2019          | Roma               | A                  | 27         | 4          | CI              | 2               | 0               | UCL                | 7                  | 2                  | -           | -           | -           | 36     | 6      |        |
| 2019-2020          | Roma               | A                  | 26         | 6          | CI              | 0               | 0               | UEL                | 7                  | 2                  | -           | -           | -           | 33     | 8      |        |
| 2020-2021          | Roma               | A                  | -          | -          | CI              | -               | -               | UEL                | -                  | -                  | -           | -           | -           | -      | -      |        |
| 2021-2022          | Roma               | A                  | 28         | 2          | CI              | 2               | 0               | UECL               | 12                 | 6                  | -           | -           | -           | 42     | 8      |        |
| 2022-feb. 2023     | Roma               | A                  | 13         | 1          | CI              | 1               | 0               | UEL                | 3                  | 1                  | -           | -           | -           | 17     | 2      |        |
| Totale Roma        | Totale Roma        | Totale Roma        | 94         | 13         |                 | 5               | 0               |                    | 29                 | 11                 |             | -           | -           | 128    | 24     |        |
| feb.-giu. 2023     | Galatasaray        | SL                 | 10         | 5          | TK              | 1               | 0               | -                  | -                  | -                  | -           | -           | -           | 11     | 5      |        |
| lug.-ago. 2023     | Galatasaray        | SL                 | -          | -          | TK              | -               | -               | UCL                | 1                  | 0                  | -           | -           | -           | 1      | 0      |        |
| Totale Galatasaray | Totale Galatasaray | Totale Galatasaray | 10         | 5          |                 | 1               | 0               |                    | 1                  | 0                  |             | -           | -           | 12     | 5      |        |
| 2023-2024          | Aston Villa        | PL                 | 25         | 2          | FACup+CdL       | 3+1             | 0               | UECL               | 10                 | 1                  | -           | -           | -           | 39     | 3      |        |
| 2024-feb. 2025     | Atalanta           | A                  | 14         | 2          | CI              | 1               | 0               | UCL                | 7                  | 1                  | SI+SU       | 1+0         | 0           | 23     | 3      |        |
| feb.-giu. 2025     | Fiorentina         | A                  | 9          | 0          | CI              | 0               | 0               | UECL               | 4                  | 0                  |             | -           | -           | 13     | 0      |        |
| Totale carriera    | Totale carriera    | Totale carriera    | 159        | 22         |                 | 11              | 0               |                    | 51                 | 13                 |             | 1           | 0           | 222    | 35     |        |

### Cronologia presenze e reti in nazionale
| Cronologia completa delle presenze e delle reti in nazionale ― Italia | Cronologia completa delle presenze e delle reti in nazionale ― Italia | Cronologia completa delle presenze e delle reti in nazionale ― Italia | Cronologia completa delle presenze e delle reti in nazionale ― Italia | Cronologia completa delle presenze e delle reti in nazionale ― Italia | Cronologia completa delle presenze e delle reti in nazionale ― Italia | Cronologia completa delle presenze e delle reti in nazionale ― Italia | Cronologia completa delle presenze e delle reti in nazionale ― Italia |
| Data                                                                  | Città                                                                 | In casa                                                               | Risultato                                                             | Ospiti                                                                | Competizione                                                          | Reti                                                                  | Note                                                                  |
| --------------------------------------------------------------------- | --------------------------------------------------------------------- | --------------------------------------------------------------------- | --------------------------------------------------------------------- | --------------------------------------------------------------------- | --------------------------------------------------------------------- | --------------------------------------------------------------------- | --------------------------------------------------------------------- |
| 23-3-2019                                                             | Udine                                                                 | Italia                                                                | 2 – 0                                                                 | Finlandia                                                             | Qual. Euro 2020                                                       | -                                                                     | 85’                                                                   |
| 26-3-2019                                                             | Parma                                                                 | Italia                                                                | 6 – 0                                                                 | Liechtenstein                                                         | Qual. Euro 2020                                                       | -                                                                     | 57’                                                                   |
| 12-10-2019                                                            | Roma                                                                  | Italia                                                                | 2 – 0                                                                 | Grecia                                                                | Qual. Euro 2020                                                       | -                                                                     | 87’                                                                   |
| 15-10-2019                                                            | Vaduz                                                                 | Liechtenstein                                                         | 0 – 5                                                                 | Italia                                                                | Qual. Euro 2020                                                       | -                                                                     | 63’                                                                   |
| 18-11-2019                                                            | Palermo                                                               | Italia                                                                | 9 – 1                                                                 | Armenia                                                               | Qual. Euro 2020                                                       | 2                                                                     |                                                                       |
| 4-9-2020                                                              | Firenze                                                               | Italia                                                                | 1 – 1                                                                 | Bosnia ed Erzegovina                                                  | UEFA Nations League 2020-2021 - 1º turno                              | -                                                                     | 72’ 79’                                                               |
| 7-9-2020                                                              | Amsterdam                                                             | Paesi Bassi                                                           | 0 – 1                                                                 | Italia                                                                | UEFA Nations League 2020-2021 - 1º turno                              | -                                                                     | 42’                                                                   |
| 5-9-2021                                                              | Basilea                                                               | Svizzera                                                              | 0 – 0                                                                 | Italia                                                                | Qual. Mondiali 2022                                                   | -                                                                     | 59’                                                                   |
| 29-3-2022                                                             | Konya                                                                 | Turchia                                                               | 2 – 3                                                                 | Italia                                                                | Amichevole                                                            | -                                                                     | 45+1’ 46’                                                             |
| 16-11-2022                                                            | Tirana                                                                | Albania                                                               | 1 – 3                                                                 | Italia                                                                | Amichevole                                                            | -                                                                     | 77’                                                                   |
| 20-11-2022                                                            | Vienna                                                                | Austria                                                               | 2 – 0                                                                 | Italia                                                                | Amichevole                                                            | -                                                                     | 46’                                                                   |
| 15-6-2023                                                             | Enschede                                                              | Spagna                                                                | 2 – 1                                                                 | Italia                                                                | UEFA Nations League 2022-2023 - Semifinale                            | -                                                                     | 90+3’                                                                 |
| 18-6-2023                                                             | Enschede                                                              | Paesi Bassi                                                           | 2 – 3                                                                 | Italia                                                                | UEFA Nations League 2022-2023 - Finale 3º posto                       | -                                                                     | 64’                                                                   |
| 9-9-2023                                                              | Skopje                                                                | Macedonia del Nord                                                    | 1 – 1                                                                 | Italia                                                                | Qual. Euro 2024                                                       | -                                                                     | 46’ 79’                                                               |
| 12-9-2023                                                             | Milano                                                                | Italia                                                                | 2 – 1                                                                 | Ucraina                                                               | Qual. Euro 2024                                                       | -                                                                     | 72’                                                                   |
| 17-11-2023                                                            | Roma                                                                  | Italia                                                                | 5 – 2                                                                 | Macedonia del Nord                                                    | Qual. Euro 2024                                                       | -                                                                     | 62’ 72’                                                               |
| 20-11-2023                                                            | Leverkusen                                                            | Ucraina                                                               | 0 – 0                                                                 | Italia                                                                | Qual. Euro 2024                                                       | -                                                                     | 71’                                                                   |
| 21-3-2024                                                             | Fort Lauderdale                                                       | Venezuela                                                             | 1 – 2                                                                 | Italia                                                                | Amichevole                                                            | -                                                                     | 74’                                                                   |
| 24-3-2024                                                             | Harrison                                                              | Ecuador                                                               | 0 – 2                                                                 | Italia                                                                | Amichevole                                                            | -                                                                     | 66’ 76’                                                               |
| Totale                                                                |                                                                       | Presenze                                                              | 19                                                                    |                                                                       | Reti                                                                  | 2                                                                     |                                                                       |

| Cronologia completa delle presenze e delle reti in nazionale ― Italia under 21 | Cronologia completa delle presenze e delle reti in nazionale ― Italia under 21 | Cronologia completa delle presenze e delle reti in nazionale ― Italia under 21 | Cronologia completa delle presenze e delle reti in nazionale ― Italia under 21 | Cronologia completa delle presenze e delle reti in nazionale ― Italia under 21 | Cronologia completa delle presenze e delle reti in nazionale ― Italia under 21 | Cronologia completa delle presenze e delle reti in nazionale ― Italia under 21 | Cronologia completa delle presenze e delle reti in nazionale ― Italia under 21 |
| Data                                                                           | Città                                                                          | In casa                                                                        | Risultato                                                                      | Ospiti                                                                         | Competizione                                                                   | Reti                                                                           | Note                                                                           |
| ------------------------------------------------------------------------------ | ------------------------------------------------------------------------------ | ------------------------------------------------------------------------------ | ------------------------------------------------------------------------------ | ------------------------------------------------------------------------------ | ------------------------------------------------------------------------------ | ------------------------------------------------------------------------------ | ------------------------------------------------------------------------------ |
| 11-10-2018                                                                     | Udine                                                                          | Italia under 21                                                                | 0 – 1                                                                          | Belgio under 21                                                                | Amichevole                                                                     | -                                                                              | 60’                                                                            |
| 15-10-2018                                                                     | Vicenza                                                                        | Italia under 21                                                                | 2 – 0                                                                          | Tunisia under 21                                                               | Amichevole                                                                     | -                                                                              | 60’                                                                            |
| 15-11-2018                                                                     | Ferrara                                                                        | Italia under 21                                                                | 1 – 2                                                                          | Inghilterra under 21                                                           | Amichevole                                                                     | -                                                                              | 80’                                                                            |
| 19-11-2018                                                                     | Reggio Emilia                                                                  | Italia under 21                                                                | 1 – 2                                                                          | Germania under 21                                                              | Amichevole                                                                     | -                                                                              | 70’                                                                            |
| 16-6-2019                                                                      | Bologna                                                                        | Italia under 21                                                                | 3 – 1                                                                          | Spagna under 21                                                                | Europeo Under-21 2019 - 1º turno                                               | -                                                                              | 25’ 42’                                                                        |
| 19-6-2019                                                                      | Bologna                                                                        | Italia under 21                                                                | 0 – 1                                                                          | Polonia under 21                                                               | Europeo Under-21 2019 - 1º turno                                               | -                                                                              | 81’ 87’                                                                        |
| 6-9-2019                                                                       | Catania                                                                        | Italia under 21                                                                | 4 – 0                                                                          | Moldavia under 21                                                              | Amichevole                                                                     | -                                                                              | 46’                                                                            |
| 10-9-2019                                                                      | Castel di Sangro                                                               | Italia under 21                                                                | 5 – 0                                                                          | Lussemburgo under 21                                                           | Qual. Europeo Under-21 2021                                                    | -                                                                              | 51’ 61’                                                                        |
| Totale                                                                         |                                                                                | Presenze                                                                       | 8                                                                              |                                                                                | Reti                                                                           | 0                                                                              |                                                                                |

| Cronologia completa delle presenze e delle reti in nazionale ― Italia under 19 | Cronologia completa delle presenze e delle reti in nazionale ― Italia under 19 | Cronologia completa delle presenze e delle reti in nazionale ― Italia under 19 | Cronologia completa delle presenze e delle reti in nazionale ― Italia under 19 | Cronologia completa delle presenze e delle reti in nazionale ― Italia under 19 | Cronologia completa delle presenze e delle reti in nazionale ― Italia under 19 | Cronologia completa delle presenze e delle reti in nazionale ― Italia under 19 | Cronologia completa delle presenze e delle reti in nazionale ― Italia under 19 |
| Data                                                                           | Città                                                                          | In casa                                                                        | Risultato                                                                      | Ospiti                                                                         | Competizione                                                                   | Reti                                                                           | Note                                                                           |
| ------------------------------------------------------------------------------ | ------------------------------------------------------------------------------ | ------------------------------------------------------------------------------ | ------------------------------------------------------------------------------ | ------------------------------------------------------------------------------ | ------------------------------------------------------------------------------ | ------------------------------------------------------------------------------ | ------------------------------------------------------------------------------ |
| 23-3-2017                                                                      | Hamme                                                                          | Irlanda under 19                                                               | 2 – 0                                                                          | Italia under 19                                                                | Qual. Europeo Under-19 2017                                                    | -                                                                              | 63’                                                                            |
| 25-3-2017                                                                      | Hamme                                                                          | Italia under 19                                                                | 1 – 1                                                                          | Belgio under 19                                                                | Qual. Europeo Under-19 2017                                                    | -                                                                              | 55’                                                                            |
| 28-3-2017                                                                      | Hamme                                                                          | Italia under 19                                                                | 0 – 1                                                                          | Svezia under 19                                                                | Qual. Europeo Under-19 2017                                                    | -                                                                              | 41’                                                                            |
| 9-8-2017                                                                       | Zara                                                                           | Croazia under 19                                                               | 0 – 2                                                                          | Italia under 19                                                                | Amichevole                                                                     | 1                                                                              | 31’ 69’                                                                        |
| 1-9-2017                                                                       | Noceto                                                                         | Italia under 19                                                                | 1 – 1                                                                          | Turchia under 19                                                               | Amichevole                                                                     | -                                                                              | 84’                                                                            |
| 5-9-2017                                                                       | Reggio Emilia                                                                  | Italia under 19                                                                | 2 – 1                                                                          | Russia under 19                                                                | Amichevole                                                                     | -                                                                              | 46’                                                                            |
| 4-10-2017                                                                      | Huskvarna                                                                      | Italia under 19                                                                | 4 – 0                                                                          | Moldavia under 19                                                              | Qual. Europeo Under-19 2018                                                    | 2                                                                              | 19’ 53’                                                                        |
| 7-10-2017                                                                      | Jönköping                                                                      | Italia under 19                                                                | 2 – 1                                                                          | Estonia under 19                                                               | Qual. Europeo Under-19 2018                                                    | -                                                                              | 50’ 84’                                                                        |
| 9-11-2017                                                                      | Zeist                                                                          | Paesi Bassi under 19                                                           | 2 – 1                                                                          | Italia under 19                                                                | Amichevole                                                                     | 1                                                                              | 25’ 77’                                                                        |
| 13-12-2017                                                                     | Cologno al Serio                                                               | Italia under 19                                                                | 5 – 0                                                                          | Finlandia under 19                                                             | Amichevole                                                                     | 1                                                                              | 43’ 64’                                                                        |
| 17-1-2018                                                                      | Guadalajara                                                                    | Spagna under 19                                                                | 2 – 0                                                                          | Italia under 19                                                                | Amichevole                                                                     | -                                                                              | 44’ 48’                                                                        |
| 21-3-2018                                                                      | Lignano Sabbiadoro                                                             | Grecia under 19                                                                | 0 – 2                                                                          | Italia under 19                                                                | Qual. Europeo Under-19 2018                                                    | -                                                                              | 73’                                                                            |
| 24-3-2018                                                                      | Lignano Sabbiadoro                                                             | Italia under 19                                                                | 4 – 3                                                                          | Polonia under 19                                                               | Qual. Europeo Under-19 2018                                                    | -                                                                              | 88’                                                                            |
| 16-7-2018                                                                      | Vaasa                                                                          | Finlandia under 19                                                             | 0 – 1                                                                          | Italia under 19                                                                | Europeo Under-19 2018 - 1º turno                                               | 1                                                                              | 43’ 81’                                                                        |
| 19-7-2018                                                                      | Vaasa                                                                          | Portogallo under 19                                                            | 2 – 3                                                                          | Italia under 19                                                                | Europeo Under-19 2018 - 1º turno                                               | -                                                                              | 80’                                                                            |
| 22-7-2018                                                                      | Seinäjoki                                                                      | Italia under 19                                                                | 1 – 1                                                                          | Norvegia under 19                                                              | Europeo Under-19 2018 - 1º turno                                               | -                                                                              | 4’ 90+4’                                                                       |
| 26-7-2018                                                                      | Vaasa                                                                          | Italia under 19                                                                | 2 – 0                                                                          | Francia under 19                                                               | Europeo Under-19 2018 - Semifinale                                             | -                                                                              |                                                                                |
| 29-7-2018                                                                      | Seinäjoki                                                                      | Italia under 19                                                                | 3 – 4 dts                                                                      | Portogallo under 19                                                            | Europeo Under-19 2018 - Finale                                                 | -                                                                              | 67’                                                                            |
| Totale                                                                         |                                                                                | Presenze                                                                       | 18                                                                             |                                                                                | Reti                                                                           | 6                                                                              |                                                                                |

| Cronologia completa delle presenze e delle reti in nazionale ― Italia under 18 | Cronologia completa delle presenze e delle reti in nazionale ― Italia under 18 | Cronologia completa delle presenze e delle reti in nazionale ― Italia under 18 | Cronologia completa delle presenze e delle reti in nazionale ― Italia under 18 | Cronologia completa delle presenze e delle reti in nazionale ― Italia under 18 | Cronologia completa delle presenze e delle reti in nazionale ― Italia under 18 | Cronologia completa delle presenze e delle reti in nazionale ― Italia under 18 | Cronologia completa delle presenze e delle reti in nazionale ― Italia under 18 |
| Data                                                                           | Città                                                                          | In casa                                                                        | Risultato                                                                      | Ospiti                                                                         | Competizione                                                                   | Reti                                                                           | Note                                                                           |
| ------------------------------------------------------------------------------ | ------------------------------------------------------------------------------ | ------------------------------------------------------------------------------ | ------------------------------------------------------------------------------ | ------------------------------------------------------------------------------ | ------------------------------------------------------------------------------ | ------------------------------------------------------------------------------ | ------------------------------------------------------------------------------ |
| 11-11-2016                                                                     | Caldogno                                                                       | Italia under 18                                                                | 1 – 0                                                                          | Austria under 18                                                               | Amichevole                                                                     | -                                                                              |                                                                                |
| 8-2-2017                                                                       | Clairefontaine-en-Yvelines                                                     | Francia under 18                                                               | 1 – 1                                                                          | Italia under 18                                                                | Amichevole                                                                     | -                                                                              |                                                                                |
| Totale                                                                         |                                                                                | Presenze                                                                       | 2                                                                              |                                                                                | Reti                                                                           | 0                                                                              |                                                                                |

### Record
- Calciatore più giovane della Roma ad aver segnato nella fase a eliminazione diretta in Champions League.[99]
- Calciatore italiano più giovane ad aver segnato una doppietta in Champions League.[100]
- Calciatore italiano più giovane della Roma ad aver segnato in nazionale maggiore.[101]

## Palmarès

### Club

#### Competizioni giovanili
- Supercoppa Primavera: 1

Inter: 2017
- Campionato Primavera: 1

Inter: 2017-2018

#### Competizioni nazionali
- Campionato turco: 1

Galatasaray: 2022-2023

#### Competizioni internazionali
- UEFA Conference League: 1

Roma: 2021-2022

### Individuale
- Premi Lega Serie A: 1

Miglior giovane: 2018-2019